# José María Rojas Espaillat
José María Rojas Espaillat (Caracas, Distrito de Venezuela, Gran Colombia, 1 de septiembre de 1828 - París, Francia, 29 de octubre de 1907) fue un abogado y diplomático venezolano. Participó en numerosas misiones diplomáticas en el extranjero, ejerciendo como ministro plenipotenciario de Venezuela en varias ocasiones.

## Vida
Hijo de José María Rojas Ramos y de Dolores Espaillat Velilla, ambos de origen dominicano; su madre era tía del presidente dominicano Ulises Espaillat, por ende, estos eran primos. Sus hermanos fueron Arístides Rojas, destacado científico, y Carlos Eduardo y Marco Aurelio Rojas Espaillat, pioneros de los estudios entomológicos en Venezuela . 
Comienza sus primeros estudios junto a su hermano Arístides en el colegio Independencia de Caracas, allí es compañero de Antonio Guzmán Blanco con quien entabla amistad. Al graduarse de bachiller comienza a estudiar en la Universidad Central de Venezuela (UCV) la carrera de derecho graduándose el 3 de octubre de 1852.
Ayuda a financiar la conspiración contra el entonces presidente José Tadeo Monagas que terminó cuando el general Julián Castro asume la presidencia. Durante los primeros años de la década de los sesenta, ejerce como Cónsul de Chile en Venezuela. y representó a Venezuela como diplomático en España, Francia, Holanda e Inglaterra. Entre los años de 1857 y 1870, dirigiría la sucursal de Caracas de la firma H.L. Boulton & Co
En 1863, acompaña a Antonio Guzmán Blanco a Europa con el fin de negociar el empréstito por más de un millón y medio de libras esterlinas conocido como el Empréstito de la Federación. En 1873, siendo Guzmán Blanco ya presidente de Venezuela, envía a Rojas a España como ministro plenipotenciario, este mismo cargo lo ocuparía en París (1874) y en La Haya (1875). Ese mismo año de 1875 lo dedicaría a editar en París junto a su hermano Arístides, la Biblioteca de escritores venezolanos contemporáneos.
Durante los años de 1876 hasta 1883, exceptuando los años de gobierno del presidente Francisco Linares Alcántara (1877-1878), Rojas ejerce como ministro plenipotenciario y agente fiscal de Venezuela en Londres. 
En 1881, el papa León XIII le concede el título pontificio de Marqués de Rojas. En 1883, fue un miembro fundador de la Academia Venezolana de la Lengua. Fue autor de varias obras entre ellas una biografía de Simón Bolívar y otra de Francisco Miranda. Después de la ruptura de su amistad con Guzmán Blanco y de renunciar a todos sus cargos diplomáticos, pasa sus últimos años de vida residenciado en París.